# Skälbyån

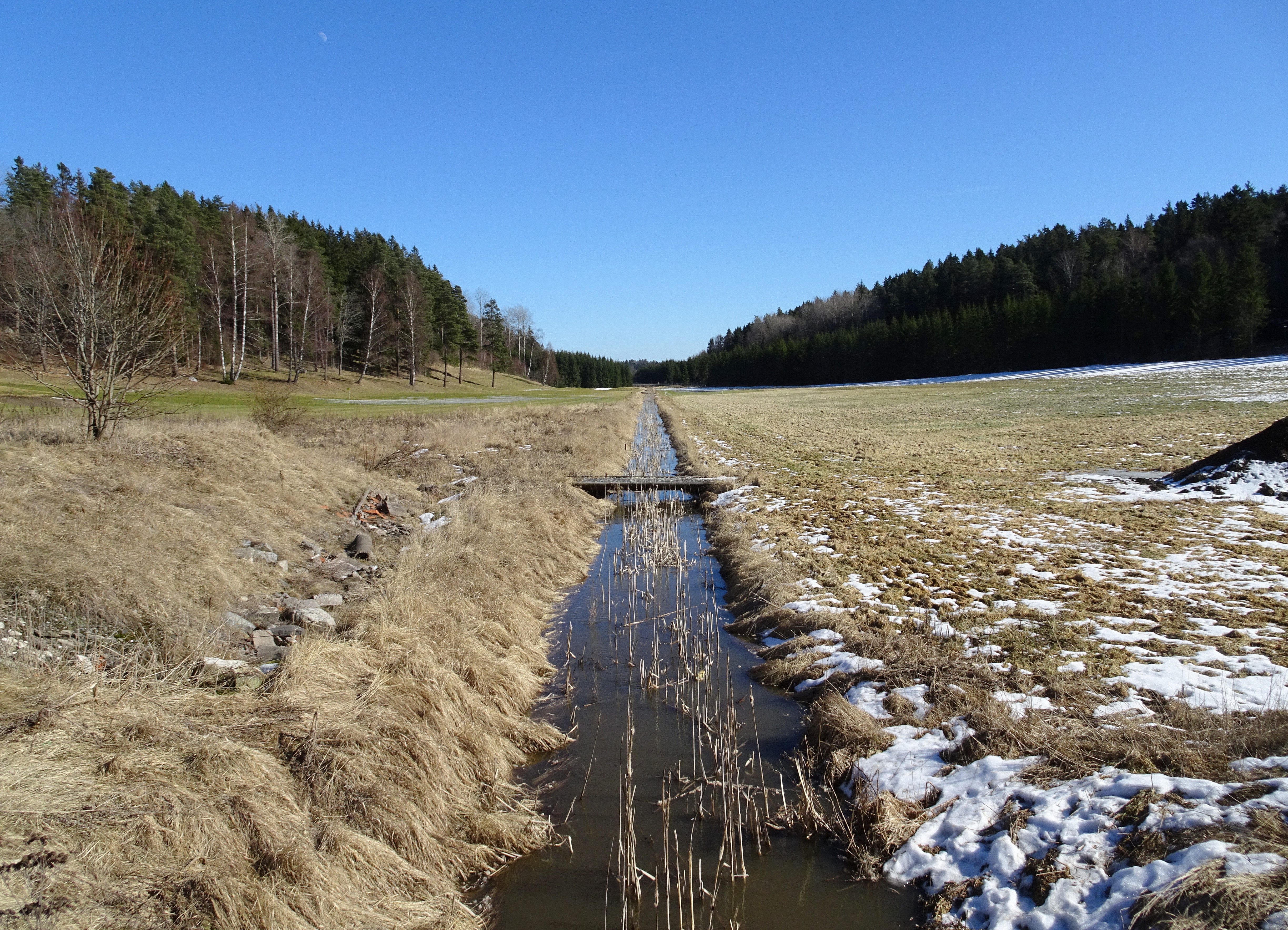
Skälbyån öster om Lövstalunds herrgård.

Skälbyån är ett vattendrag som ingår i Kagghamraåns sjösystem. 

## Beskrivning
Ån har sitt namn efter den tidigare egendomen Skälby. Källan ligger i ett skogsområde 1,5 km nordöst om Hall i Södertälje kommun och den rinner ut i sjöarna Somran och Malmsjön i Botkyrka kommun 4 km längre österut. I samband med sänkningen av Malmsjön 1887 utdikades Skälbyån. Vid Lövstalund går en äldre stenvalvsbro över Skälbyån.
Fram till 1975 rann lakvatten från soptippen i Hall och dagvatten från Vårsta orenat ut i ån. Sedan Himmerfjärdsverket invigdes har vattenkvaliteten förbättrats.